# Ebersberger Felsenmeer
Ebersberger Felsenmeer este o arie protejată (arie specială de conservare — SAC, sit de importanță comunitară — SCI) din Germania întinsă pe o suprafață de 17,33 ha, integral pe uscat.

## Localizare
Centrul sitului Ebersberger Felsenmeer este situat la coordonatele 49°36′27″N 9°01′33″E / 49.6075°N 9.0258°E.

## Înființare
Situl Ebersberger Felsenmeer a fost declarat sit de importanță comunitară în noiembrie 2004 pentru a proteja 1 specie de plante. Situl a fost protejat și ca arie specială de conservare în martie 2008.

## Biodiversitate
Situată în ecoregiunea continentală, aria protejată conține 1 habitat natural: Păduri de fag Luzulo-Fagetum.
La baza desemnării sitului se află o specie protejată de  plante: Vandenboschia speciosa.